# Hôtel de Rohan-Guémené
Hôtel de Rohan-Guémené (Palác Rohanů) nazývaný též Hôtel Arnauld je městský palác v Paříži, který se nachází v historické čtvrti Marais ve 4. obvodu na náměstí Place des Vosges č. 6 a 6bis a v Rue des Tournelles č. 17. Dnes je v jedné jeho části umístěné Muzeum Victora Huga (Maison de Victor Hugo). Palác je pojmenován podle bývalých majitelů v 17. a 18. století, kterým byla jedna větev z rodu Rohanů.

## Historie
V červnu 1605 koupil pozemek Isaac Arnauld, královský rada a správce financí a vystavěl zde palác. V roce 1612 ho prodal maršálovi Lavardinovi. Od markýze Lavardina palác získal v roce 1621 Pierre Jacquet de Tigery. Roku 1639 jej koupil Louis de Rohan-Guéméné, v jehož rodině zůstal až do roku 1782, kdy rod vyhlásil bankrot. Palác byl poté prodán v roce 1797 rodině Péan de Saint-Gilles. Její potomci prodali palác v roce 1873 městu Paříži (centrální část na náměstí č. 6 a 6bis) a soukromým vlastníkům (křídlo vedoucí do ulice Rue des Tournelles). Tato část domu sloužila v roce 1973 jako kulisa při natáčení filmu Muž z Acapulca s J.-P. Belmondem a Jacqueline Bissetovou.

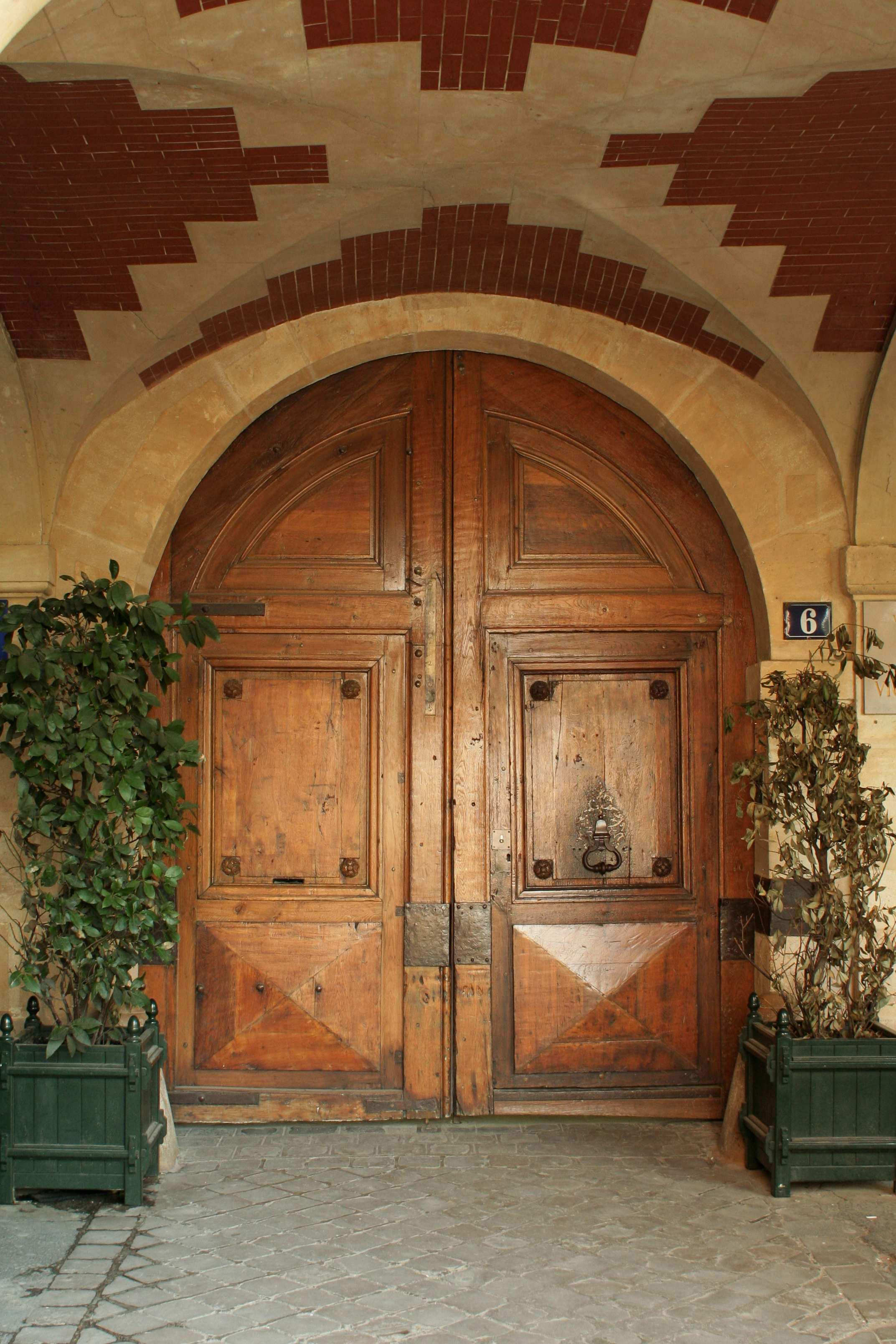
Vstup do paláce na Place des Vosges

## Architektura
Palác je velmi rozlehlý. Skládá se z corps de logis vedoucí na náměstí Place des Vosges (domy č. 6 a 6bis) a dvou křídel, která vedou na ulici Rue des Tournelles (č. 17). Tato část fasády je neporušená a představuje čistou ukázku architektury 17. století. Na nádvoří se nachází jedna z posledních kašen z doby vlády Ludvíka Filipa.
Fasáda, galerie s arkádami a všechny střechy vedoucí na náměstí jsou od roku 1954 chráněny jako historická památka.

## Slavní obyvatelé
Rodina Rohan-Guémené byla dlouholetým vlastníkem paláce, který po ní získal své jméno. Prince Louis de Rohan (1635-1674) plánoval spiknutí proti Ludvíku XIV. Po odhalení byl odsouzen k smrti a popraven jen nedaleko od svého paláce na Place de la Bastille. Jules de Rohan-Meriadec Guéméné (1726-1802) byl plukovníkem a generálporučíkem, během Velké francouzské revoluce emigroval.
Marie de Sévigné bydlela ve východním křídle v Rue des Tournelles č. 17. Slavná kurtizána Marion de Lorme (1611-1650) bydlela v křídle na Place des Vosges v letech 1639-1648. V roce 1831 měla premiéru divadelní hra Vicora Huga Marion de Lorme. Sám Victor Hugo žil ve stejném domě jako Marion de Lorme. Měl pronajeté druhé patro v corps de logis v letech 1832-1848. Napsal zde díla např. Ruy Blas (1838), Lukrecia Borgia (1833), Purkrabí (1843) nebo Zpěvy soumraku (1835). 30. června 1903 zde bylo otevřeno Muzeum Victora Huga. Sochařka Lucienne Heuvelmans (1881-1944) měla svůj ateliér v křídle na Rue des Tournelles č. 17. V roce 1911 se stala první ženskou vítězkou Prix de Rome a první ženou ve Vile Medici v Římě. Jako jedna z prvních žen získala Řád čestné legie v oblasti umění.